# 엠버 (가수)
엠버(본명: Amber Josephine Liu, 1992년 9월 18일 ~ )는 미국의 가수이다. 2009년부터 2019년까지 대한민국의 걸 그룹 f(x)의 메인래퍼·서브보컬을 맡았다.

## 약력

### 데뷔 계기
엠버(본명: 엠버 조세핀 리우)는 1992년 9월 18일에 미국 캘리포니아주 로스앤젤레스에서 2녀 중 차녀로 태어났다. 2007년, SM 엔터테인먼트의 글로벌 오디션을 통해 선발되었으며, 약 1년 후인 2008년, 대한민국에서 연습생 시절을 거쳐 1년 반 후인 2009년, 여성 5인조 다국적 그룹 f(x)의 멤버로 데뷔했다. 팀내에서 랩을 맡고있으며, 취미는 댄스와 랩이다. 영어와 중국어, 한국어가 가능하다.

### 데뷔 후의 활동과 일화
엠버는 데뷔 전에 중성적인 이미지로 큰 화제가 되었고, f(x)로 데뷔후에도 이전까지 걸 그룹과는 차별화 된 이미지로 이목을 끌며 여성팬들이 많았다. 그런 이유로 한때는 성별 논란이 네티즌들 사이에서 일어나 《김정은의 초콜릿》에서 샤이니의 태민이 엠버가 여자라는 인증샷을 공개하기도 했다. 그외에도 슈퍼주니어의 동해, 샤이니의 종현을 닮아서 화제가 되기도 했는데, 동해, 종현, 엠버는 SM 엔터테인먼트 소속 가수들 사이에서는 "공룡 삼남매"로 알려져 있다. 인터뷰에서 엠버는 '연습생 시절 때는 동해 선배님과 닮았다고 다들 그랬는데 지금은 종현 선배님 닮았다고 한다'라고 밝혔다.
2010년에 f(x)가 아프리카 케냐에서 찍은 화보를 공개되었는데, 특히 엠버는 평소에 치마를 입고 다니지 않았다가 데뷔 후, 처음으로 치마를 입은 모습과 긴 머리 사진도 큰 화제가 되었다. 이후 f(x)가 [Nu 예삐오]로 활동하고 있을 때 MBC 《음악중심》 6월 19일 방송분에서 엠버는 의자에서 노래를 불러 팬들의 궁금증을 자아냈는데 왼쪽 발목의 인대가 늘어남으로서 부상을 당한 것으로 알려졌다. 하지만 투혼을 발휘해 출연했지만 발목상태가 악화되어 결국 활동을 중단하고 말았고, f(x)는 6월 25일 KBS 《뮤직뱅크》 2010년 상반기 결산 특집 방송부터 엠버를 제외한 4명으로 활동했다. 엠버는 f(x)가 4인조로 활동하는 동안, 엠버는 가족이 있는 로스앤젤레스에서 휴식을 취하였고 SMTOWN 라이브 콘서트 투어에도 불참하게 되자, 그녀가 탈퇴한다는 소문이 돌았으나 약 1년 후인 2011년 4월에 정규앨범 [피노키오]를 시작으로 활동을 재개하였다.
또한, 2011년부터 2012년에 걸쳐 Electric Shock 활동전까지 KBS 예능 프로그램 《청춘불패》에서 '은영이'라는 별명을 갖고 성실한 모습을 보여주었다.
2013년 f(x) 정규 2집 앨범 [PINK TAPE]에 7번 트랙 [GOODBYE SUMMER]을 첫 자작곡으로 수록하며 가수 활동과 함께 본격적인 작곡 활동도 시작하였다. 그외에도 MBC MUSIC 채널의 《쇼 챔피언》 2대 MC로써 능수능란한 진행자로의 모습도 뽐냈다.
2014년에는 새로운 앨범을 준비하면서, MBC every1에서 방송됐던 《우리 결혼했어요 세계판 시즌2》 MC로도 활약하였다. 또한, KBS 2TV의 《A SONG FOR YOU》 시즌 3의 MC로 새롭게 합류했다. 또 f(x)의 정규 3집 Red Light에는 자작곡 〈Summer Lover〉가 10번 트랙에 수록되기도 하였다.
2015년 MBC 《일밤 - 진짜 사나이 여군 2기》의 반전매력을 가진 캐릭터로 큰 인기를 얻고 있으며 EP 형식의 첫 솔로 앨범 Beautiful을 발매해 타이틀곡 〈SHAKE THAT BRASS〉로 활동하였다.
2019년 9월 1일 SM 엔터테인먼트와의 계약이 만료되면서 소속사를 나왔고, 9월 6일부터 미국의 스틸 울 엔터테인먼트와 전속 계약을 하여 솔로 정규 음반을 준비하고 있다.

## 활동

### 음반

#### 미니 앨범
| # | 앨범 정보                            | 트랙 리스트 |
| - | ------------------------------------ | --- |
| 1 | Beautiful - 발매일 : 2015년 2월 13일 | 1. Beautiful 2. SHAKE THAT BRASS (Feat. 태연 of 소녀시대) 3. Love Run 4. Heights 5. I Just Wanna (Feat. 에릭 남) |

#### 싱글
| # | 앨범 정보                                            | 트랙 리스트                                                             |
| - | ---------------------------------------------------- | ----------------------------------------------------------------------- |
| 1 | Borders - SM STATION - 발매일 : 2016년 3월 25일      | 1. Borders                                                              |
| 2 | On My Own - 발매일 : 2016년 5월 18일                 | 1. On My Own (Feat. Gen Neo) 2. On My Own (Korean Ver.) (Feat. Gen Neo) |
| 3 | Need To Feel Needed - 발매일 : 2016년 5월 25일       | 1. Need To Feel Needed                                                  |
| 4 | WHITE NOISE + LOST AT SEA - 발매일 : 2018년 9월 21일 | 1. White Noise 2. Lost At Sea                                           |
| 5 | Countdown + Beautiful - 발매일 : 2018년 11월 30일    | 1. Countdown (Feat. LDN Noise) 2. Beautiful (English Ver.)              |

## 출연 작품

### O.S.T
- KBS 《공부의 신》 O.S.T. - "날개를 펴고" (2010)
- MBC 《볼수록 애교만점》 O.S.T. - "사랑해 사랑해 "(2010)
- 《헝그리 로미오, 럭셔리 줄리엣》 O.S.T. - "THRILL LOVE" (2010)
- 《쥬로링 동물탐정》 O.S.T. - "사실말이야(쉿!)" (2010)
- 《퍼즐버블온라인》 O.S.T. - "깔라까바나" (2011)
- 《애정응해유적양자 : 사랑은 이래야 해》 O.S.T. - "Love should be" (2022)

### 피처링
- 대만 가수 당우철 앨범 - I'm Back" (2010)
- 틴틴파이브 다섯남자의 다섯번째 이야기 - "별꼴이야" (2010)
- 소녀시대 1st 아시아 콘서트 앨범 - "1,2 Step" (2010)
- 슈퍼주니어 5th Mr.Simple 앨범 - "Oops" (2011)
- 스테파니 The New Beginning - "Dance" (2012)
- 슈퍼주니어 SUPER SHOW 4 - "Oops, Baby" (2013)
- 헨리 1st 디지털 싱글 - "1.4.3" (2013)
- 에일리 1st 정규 앨범 - "Letting Go" (2015)

### 작곡 활동
- F(x) 2nd ALBUM [PINK TAPE] - 엠버의 첫 자작곡 "GOODBYE SUMMER" 《7번 트랙 수록》 (2013)
- F(x) 3rd ALBUM [RED LIGHT] - "SUMMER LOVER" 작곡 《10번 트랙 수록》 (2014)
- 엠버 1st Mini Album [Beautiful] (2015)
  - (1)BEAUTIFUL (2)SHAKE THAT BRASS (3)LOVE RUN (4)HEIGHTS (5)I JUST WANNA 수록곡 전곡 엠버 작사/작곡
- 에일리 1st 정규앨범 - "Letting Go" 《7번 트랙》 (2015) 작사/작곡/편곡

### 방송
- 2011년 ~ 2012년 KBS2 《청춘불패 2》 - 고정 출연
- 2013년 MBC MUSIC 《쇼 챔피언》 - MC
- 2014년 유튜브 프리미엄 채널 《우리 결혼했어요 세계판 시즌2》 - MC
- 2014년 KBS 《A SONG FOR YOU 시즌3》 - MC
- 2015년 MBC 《진짜 사나이 여군특집 2기》
- 2015년 Mnet 《4가지쇼 시즌 2》 - 게스트
- 2015년 MBC 《나 혼자 산다》 - 무지개 라이브 게스트 출연
- 2015년 tvN 《SNL 코리아 (시즌 6)》
- 2015년 KBS 《A SONG FOR YOU 시즌4》 - MC
- 2016년 tvN 《안투라지》 - 조이 정 역

### 솔로 앨범
- 엠버 1st Mini Album [Beautiful] - 5곡 전곡 엠버 작곡/작사 (2015)
- Borders (2016)
- On My Own (2016)

## 광고
| 연도          | 기업명         | 브랜드명            | 종류           | 공동 출연    |
| ------------- | -------------- | ------------------- | -------------- | ------------ |
| 2009년        | LG전자         | CYON 뉴 초콜릿 폰   | 핸드폰         | F(x)         |
| 2009년~2011년 | (주)화승       | 케이스위스(K-SWISS) | 스포츠 브랜드  | F(x)         |
| 2010년        | 중국 LG전자    | CYON 롤리팝         | 핸드폰         | F(x), 샤이니 |
| 2010년        | 이베이 코리아  | 옥션(신상 뽐 춤)    | 인터넷 쇼핑몰  | F(x)         |
| 2010년        | 오뚜기         | 뿌셔뿌셔            | 스낵           | F(x)         |
| 2011년        | LG전자         | LG전자 한류마케팅   | 가전제품       | F(x)         |
| 2012년        | 일본 by P&D    | by P&D              | 의류 브랜드    | F(x)         |
| 2012년        | 이랜드그룹     | 스파오              | 의류           | F(x)         |
| 2013년        | (주)발렌타인   | 러브캣 Paris        | 가방, 악세사리 | F(x)         |
| 2013년        | (주)발렌타인   | 러브캣 비쥬         | 쥬얼리         | F(x)         |
| 2014년        | 중국 조이시티  | 프리스타일2         | 온라인 게임    | F(x)         |
| 2015년        | 탈렌트 화장품  | 탈렌트 화장품       | 코스메틱       | 단독출연     |
| 2015년        | (주)LG유플러스 | LG유플러스 LTE      | 통신사         | 단독출연     |
| 2015년        | SPC            | 베스킨라빈스 31     | 제과           | F(X)         |

## 수상
- 2015년 MBC 방송연예대상 버라이어티부문 여자 신인상